# Internationale Saarlandbeker
De Internationale Saarlandbeker was een door 1. FC Saarbrücken georganiseerd internationaal bekertoernooi waarvan tussen 1949 en 1951 twee edities gehouden werden tijdens het onafhankelijke Protectoraat Saarland.
In het seizoen 1948/49 nam 1. FC Saarbrücken deel aan de Franse Ligue 2 waarin het, buiten mededingen, afgetekend eerste werd. Het seizoen daarop werd de deelname geweigerd door de Franse voetbalbond. Het eerste team van FC Saarbrücken wilde niet deelnemen aan de zwakke Ehrenliga Saarland en zo ontstond het toernooi om de Internationale Saarlandbeker.
Er werd gespeeld om de beker en om een prijzengeld van twee miljoen Saarfrank. 1. FC Saarbrücken speelde in de eerste editie thuis tegen 14 Europese en één Chileense tegenstander. De drie teams met het beste resultaat tegen de gastheer plaatsen zich voor de finale. In de finale won 1. FC Saarbrücken met 4-0 van Stade Rennes.
Het toernooi werd voor de 1950/51 editie uitgebreid. Ook VfB Neunkirchen nam als gastheer deel en in de kwalificatieronde werden uit- en thuiswedstrijden gespeeld. Nadat vaststond dat het Saarlandse voetbal wederom deel ging uitmaken van de Duitse voetbalcompetities vanaf het seizoen 1951/52 nam de interesse in het toernooi af en de tweede editie werd niet beëindigd. Het toernooi geldt als een van de voorlopers voor de Europese bekertoernooien.

## Winnaars
- 1949/50: 1. FC Saarbrücken
- 1950/51: afgebroken